# Fourchette-Piercing

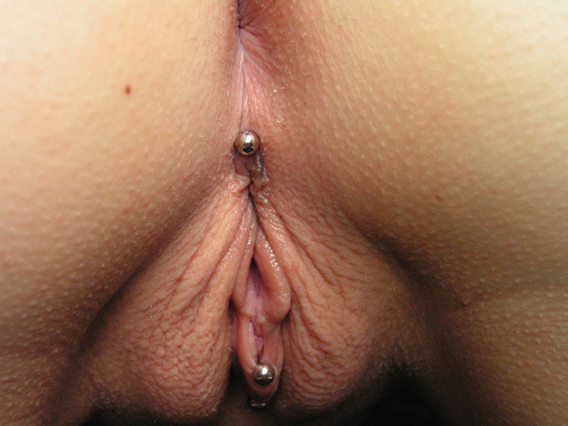
Fourchette-Piercing

Ein Fourchette ist ein weibliches Intimpiercing, welches vertikal an der unteren Stelle des Zusammentreffens der kleinen Schamlippen platziert wird (Frenulum labiorum pudendi). 

## Name des Piercings
Fourchette ist die französische Bezeichnung für „Gabel“. Die Position des Piercings liegt an der Gabelung zwischen Vulva und Perineum, daher der Name.

## Durchführung
Es ist stark von der Anatomie der Frau abhängig und kann somit nicht immer durchgeführt werden. Vielen Frauen fehlt die zusätzliche Hautfalte am hinteren Teil des Scheidenvorhofs. Des Weiteren kann es durch die Lage bedingt zu hohen mechanischen Belastungen während des Vaginalverkehrs kommen. Dies und der relativ kurze Stichkanal machen das Piercing unter Umständen unbequem zu tragen und anfällig für ein Herauswachsen. Aufgrund dieser Einschränkungen handelt es sich um ein eher seltenes Piercing.

## Heilung
Die Abheilung dauert aufgrund des kurzen Stichkanals zirka vier bis sechs Wochen. Während der Heilung ist aufgrund der Nähe zum Anus auf ein hohes Maß an Hygiene zu achten.

## Schmuck
Als Schmuck wird ein Curved Barbell oder ein Ball Closure Ring mit einer Materialstärke von mindestens 1,6 Millimetern empfohlen.

## Einzelbelege
1. ↑  Female Genital Piercing Guide – Fourchette – tattoo.about (Memento des Originals vom 18. März 2017 im Internet Archive)  Info: Der Archivlink wurde automatisch eingesetzt und noch nicht geprüft. Bitte prüfe Original- und Archivlink gemäß Anleitung und entferne dann diesen Hinweis.